# Jean-Pierre de Gallien de Chabons
Jean-Pierre de Gallien de Chabons, né à Grenoble, le 11 mai 1756 et mort à Fontainebleau le 24 octobre 1838,  est un prélat français   du XIXe siècle.

## Biographie

### Début de carrière ecclésiastique
Jean-Pierre de Gallien est grand vicaire de Clermont et prévôt de la Collégiale Saint-André de Grenoble. Quelques mois avant la confiscation des biens du clergé, il est nommé à une abbaye dont il ne toucha jamais les revenus. 

### Le refus de la Constitution civile du clergé
En 1790, il refuse le serment à la Constitution civile du clergé, et se retire en Piémont et à Milan. À partir de 1800, il vit dans la retraite, tantôt à la Tour-du-Pin, tantôt à Lyon. 

### Au service du comte d'Artois
En 1814 il devient aumônier du comte d'Artois. En 1817 il est nommé à l'évêché du Puy. Les difficultés qui s'élèvent sur l'exécution du concordat, l'ayant empêché d'obtenir ses bulles, il est nommé en 1822 comme premier aumônier de la duchesse de Berry, puis comme évêque d'Amiens.

### Évêque d'Amiens
On lui doit le renouvellement des retraites pastorales, des synodes et des conférences ecclésiastiques, la fondation d'une caisse de secours pour les prêtres âgés ou infirmes, la restauration de l'ancienne abbaye de Saint-Riquier, où il place le petit séminaire en 1818. L'évêque de Gallien encourage l'œuvre des missions diocésaines, des Dames de la Providence et des religieuses du Bon-Pasteur. 
Il achève le bâtiment du grand séminaire, commencé en 1739, et pose la première pierre des églises Sainte-Anne et Saint-Jacques d'Amiens et de la maison des Frères de la doctrine chrétienne. 
Gallien  se joint aux 14 évêques qui signent une protestation contre les « erreurs » de  Lamennais.
En 1824, il est nommé à la Chambre des pairs par le roi Louis XVIII ce qui l'éloigne périodiquement de son diocèse.  Conformément à la tradition monarchique, il remplit la fonction de sous-diacre lors du sacre de Charles X, le 29 mai 1825, à Reims.
À l'âge de 82 ans, il donne  en 1837, la démission de son siège, et est pourvu d'un canonicat de Saint-Denis. Gallien meurt l'année suivante. En mars 1839, la dépouille de Jean-Pierre de Gallien est inhumée dans le chœur de la cathédrale Notre-Dame d'Amiens.

## Armes
D'azur au lion d'argent, à la fasce de sinople chargée de trois besans d'argent brochant sur le tout.